# Charles de Batz-Castelmore d'Artagnan
Charles de Batz-Castelmore, conde de Artagnan (Lupiac, 1611[cita requerida]–Maastricht, 25 de junio de 1673), fue un capitán de la guardia de mosqueteros de Luis XIV de Francia, que murió en el sitio de Maastricht el 25 de junio de 1673, durante la llamada Guerra Franco-Holandesa (1672-1678).
Es célebre por haber inspirado el personaje de D'Artagnan, uno de los protagonistas de la novela Los tres mosqueteros (1844) de Alejandro Dumas.

## Biografía
Fue hijo de Bertrand de Batz, señor de Castelmore y de Françoise de Montesquiou, nobles de la región de Gascuña, Francia. El castillo de Castelmore, residencia habitual de su familia, se encontraba situado en el condado de Fezensac, cerca de Lupiac. La familia de Batz de Castelmore era una modesta familia burguesa enriquecida gracias al comercio y que había entrado a formar parte de la nobleza en la segunda mitad del siglo XVI.
D'Artagnan era el cuarto hijo de un total de siete hermanos (cuatro niños y tres niñas). Desconocemos su fecha exacta de nacimiento. En 1630 abandonó el hogar paterno y se dirigió a París, donde se dedicó, como otros dos de sus hermanos, al oficio de las armas, utilizando el nombre de D'Artagnan, que pertenecía a la familia de su madre.

## Carrera militar
Gracias a la influencia de su tío, Henri de Montesquiou y del amigo de este, el Conde de Treville, Charles de Batz consiguió entrar en el Regimiento de Guardas Franceses. Entre 1640 y 1642, participó en las operaciones militares de Arras, Bapaume, Collioure y Perpiñán. En 1644, y bajo la protección del cardenal Mazarino, D'Artagnan pasó a formar parte de la Compañía de Mosqueteros del rey. La Compañía fue disuelta en 1646, pero D'artagnan siguió bajo la protección de Mazarino.
Durante esta etapa, desempeñó funciones de espionaje tanto para su protector como para el rey Luis XIV. Especialmente relevante fue su participación en el arresto de Nicolas Fouquet, ministro de finanzas del rey, del que se sospechaba estaba utilizando las finanzas del reino en beneficio propio.
En 1667, D'Artagnan fue nombrado capitán teniente de la Compañía de Mosqueteros, que había vuelto a ser creada unos años antes. Fue nombrado también gobernador de Lille, aunque nunca le gustó demasiado, ya que era un hombre de acción y echaba de menos el campo de batalla. Su oportunidad llegó cuando al comenzar la guerra franco-neerlandesa fue llamado a filas. Murió el 25 de junio de 1673 en Maastricht, cuando una bala de mosquete le desgarró la garganta durante el sitio de Maastricht. El historiador francés Odile Bordaz cree que D'Artagnan fue enterrado en la iglesia de San Pedro y San Pablo, en Wolder, Países Bajos.

## Paso a la posteridad
Gatien de Courtilz de Sandras, un exmosquetero y posterior ensayista, escribió un libro sobre su vida llamado Mémoires de Monsieur d'Artagnan, capitaine lieutenant de la première compagnie des Mousquetaires du Roi (Memorias del señor D'Artagnan, teniente capitán de la primera compañía de los Mosqueteros del Rey), publicado en 1700, que sirvió posteriormente a Alexandre Dumas como base de su novela Los tres mosqueteros, en 1844. Sus descendientes llegaron a Puerto Rico a finales del siglo XIX cobijados por la casa de los Toral.
D'Artagnan es retratado inicialmente por Dumas como un joven exaltado que trata de enfrentarse al Conde de Rochefort y a los tres mosqueteros Athos, Porthos y Aramis, en un duelo simple. Rápidamente se hace amigo de los mosqueteros y vive una serie de aventuras que lo ponen en desacuerdo con el Cardenal Richelieu, entonces primer ministro de Francia. Finalmente, Richelieu queda impresionado por D'Artagnan y lo nombra teniente de los mosqueteros. Esto comienza su larga carrera en el servicio militar, como se detalla en las secuelas de la famosa novela de Dumas.
El papel de D'Artagnan entre los mosqueteros es de liderazgo (sus habilidades e inteligencia impresionan enormemente a los mosqueteros), pero también es considerado como una especie de protegido, dada su juventud e inexperiencia. Athos no lo ve solamente como un buen amigo y compañero mosquetero, sino casi como un hijo.
Hacia el final de la historia, su muerte en el sitio de Maastricht recibe un giro extra adicional: es herido de muerte mientras leía el aviso de su ascenso al más alto rango.